# Поле Конотопської битви
Поле Конотопської битви — історична місцевість в Конотопському районі Сумської області, на території якої відбувались події Конотопської битви (27-29 червня 1659 року) між військами гетьмана Івана Виговського та Кримського ханату з одного боку і московським військом з іншого.

## Розташування
Поле Конотопської битви знаходиться на південному сході села Шаповалівка (правий берег річки Куколка). Під сучасною назвою відомо з другої половини 1990-х років, до цього називалося «Соснівським полем».
Фактично битва займала територію у межах, що визначені декількома ключовими точками. На півночі — Фортецею Конотоп, яку було взяту у облогу загоном князя Трубецького, що і стало передумовою до битви. З південного сходу — переправою через Куколку біля села Соснівка, де відбулась перша сутичка козацько — татарського війська з військами Московського царства. На півдні — урочищем біля села Торговиця, де знаходилась засідка з татарською кіннотою.

## Фактичні межі, на яких відбувалися події Конотопської битви
Фактичні межі Конотопської битви виходять за межі пам'ятки історії. Відомий український історик Олександр Лазаревський встановив, що гетьман Іван Виговський, об'єднавшись з татарським військом ще під Крупичполем, висунувся до Тиниці, де фактично і розташовувалася його початкова ставка і звідки він висилав авангард до села Соснівка.

## Вшанування
2007 року Поле Конотопської битви ввійшло до переліку найцікавіших пам'яток краю «Сім чудес Сумщини».
У лютому 2008 на честь загиблих у битві воїнів на полі встановлено пам'ятний знак (каплицю).
У 2009 році постановою Кабінету міністрів України місцевість внесена як «Поле битви між козацькими військами на чолі з І. Виговським і царською армією» до Державного реєстру нерухомих пам'яток України (до переліку об'єктів культурної спадщини національного значення)..